# Botswana ved OL
Botswana deltog første gang i olympiske lege under Sommer-OL 1980 i Moskva, og har deltaget i samtlige sommerlege siden. De har aldrig deltaget i vinterlege. Nijel Amos tog Botswanas første medalje da han vandt sølv på 800 meter under Sommer-OL 2012 i London. 

## Medaljeoversigt
| Botswanas medaljer under de olympiske sommerlege | Botswanas medaljer under de olympiske sommerlege | Botswanas medaljer under de olympiske sommerlege | Botswanas medaljer under de olympiske sommerlege | Botswanas medaljer under de olympiske sommerlege | Botswanas medaljer under de olympiske sommerlege |
| ------------------------------------------------ | ------------------------------------------------ | ------------------------------------------------ | ------------------------------------------------ | ------------------------------------------------ | ------------------------------------------------ |
| Lege                                             | Guld                                             | Sølv                                             | Bronze                                           | Totalt                                           | Rang                                             |
| 1980 Moskva                                      | 0                                                | 0                                                | 0                                                | 0                                                | –                                                |
| 1984 Los Angeles                                 | 0                                                | 0                                                | 0                                                | 0                                                | –                                                |
| 1988 Seoul                                       | 0                                                | 0                                                | 0                                                | 0                                                | –                                                |
| 1992 Barcelona                                   | 0                                                | 0                                                | 0                                                | 0                                                | –                                                |
| 1996 Atlanta                                     | 0                                                | 0                                                | 0                                                | 0                                                | –                                                |
| 2000 Sydney                                      | 0                                                | 0                                                | 0                                                | 0                                                | –                                                |
| 2004 Athen                                       | 0                                                | 0                                                | 0                                                | 0                                                | –                                                |
| 2008 Beijing                                     | 0                                                | 0                                                | 0                                                | 0                                                | –                                                |
| 2012 London                                      | 0                                                | 1                                                | 0                                                | 1                                                | 69                                               |
| 2016 Rio de Janeiro                              | 0                                                | 0                                                | 0                                                | 0                                                | -                                                |
| 2020 Tokyo                                       |                                                  |                                                  |                                                  |                                                  |                                                  |
| Totalt                                           | 0                                                | 1                                                | 0                                                | 1                                                |                                                  |